# Samsung Gear S3

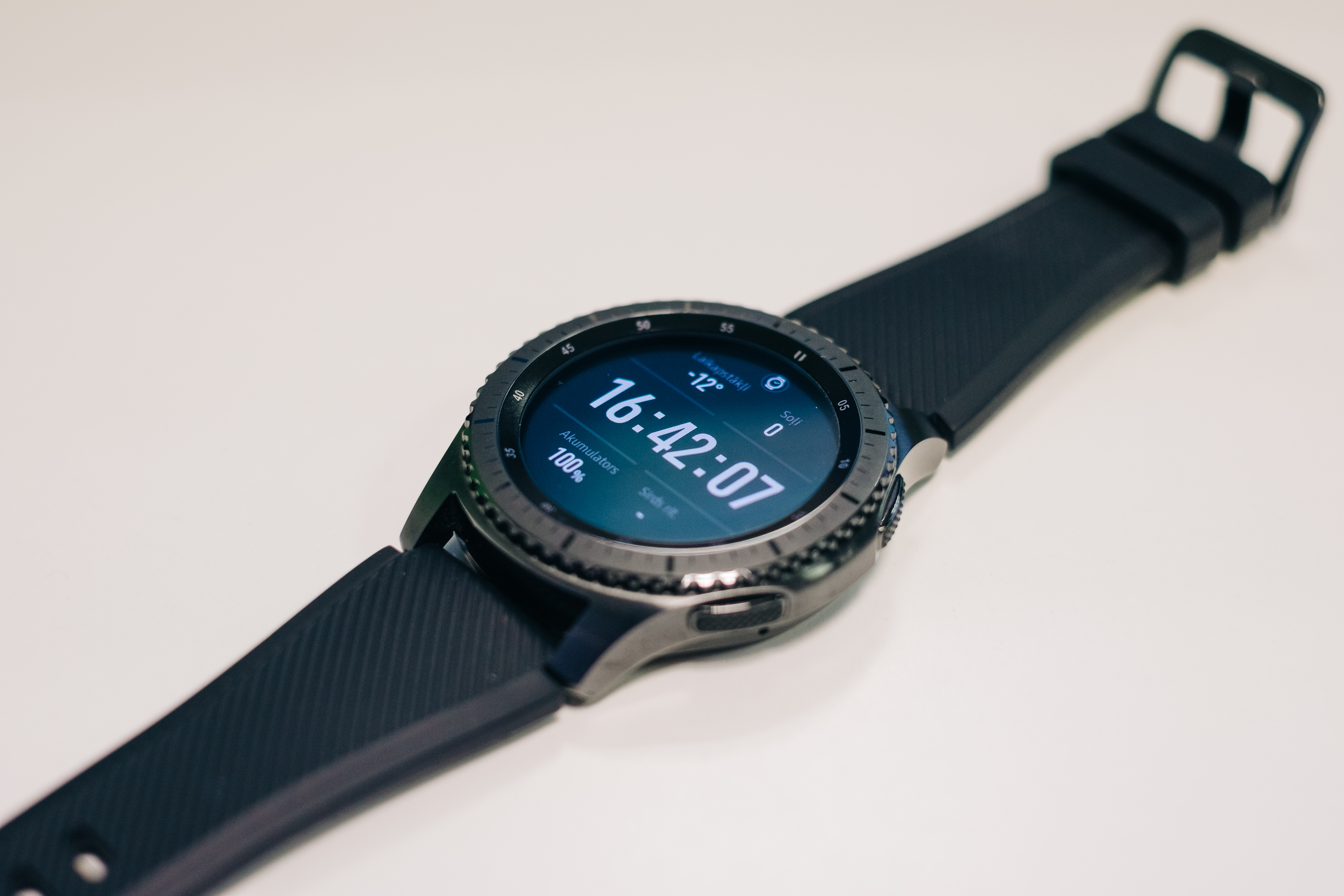
Vista de un Samsung Gear 3 Frontier.

Samsung Gear S3  es un reloj inteligente o Smartwatch  con el cual el usuario es capaz de usar aplicaciones de manera complementaria a su dispositivo móvil, aparte de su función principal que es dar la hora.
A nivel de conectividad Samsung da el salto al LTE y apuesta por avanzar y diferenciarse de la competencia con su sistema operativo Tizen. También mantiene la línea de su anterior versión un smartwatch redondo, con un bisel rotatorio que sirve para desplazarse por las aplicaciones, para hacer de barra de desplazamiento y para cambiar de aplicación en aplicación.El Samsung Gear S3 es resistente al agua y al polvo, cumpliendo con las especificaciones IP68. 
La gama S3 marca el final de la línea Samsung Gear para relojes inteligentes, tras el lanzamiento el 10 de agosto de 2018 de la nueva línea de relojes de Samsung, los relojes inteligentes Samsung Galaxy Watch.

## Características
| Samsung Gear S3   | | | |
| Modelo            | Gear S3 frontier (Bluetooth®, LTE)                                                                  | | Gear S3 classic (Bluetooth®)                                                                        |
| Display           | 1.3” Circular Super AMOLED 360 x 360, 278ppi Full Color Always On Display Corning Gorilla Glass SR+ | 1.3” Circular Super AMOLED 360 x 360, 278ppi Full Color Always On Display Corning Gorilla Glass SR+ | 1.3” Circular Super AMOLED 360 x 360, 278ppi Full Color Always On Display Corning Gorilla Glass SR+ |
| Procesador        | Exynos 7270 (Java-W), Dual Core 1.0 GHz                                                             | Exynos 7270 (Java-W), Dual Core 1.0 GHz                                                             | Exynos 7270 (Java-W), Dual Core 1.0 GHz                                                             |
| Sistema Operativo | Tizen Based Wearable Platform 2.3.2                                                                 | Tizen Based Wearable Platform 2.3.2                                                                 | Tizen Based Wearable Platform 2.3.2                                                                 |
| Tamaño            | 46 x 49 x 12.9                                                                                      | | 46 x 49 x 12.9                                                                                      |
| Peso              | 62g                                                                                                 | | 57g                                                                                                 |
| Memoria           | 4GB Internal memory, 768MB RAM                                                                      | 4GB Internal memory, 768MB RAM                                                                      | 4GB Internal memory, 768MB RAM                                                                      |
| Conectividad      | 3G/LTE, Bluetooth 4.2, Wi-Fi b/g/n, NFC, MST, A-GPS/Glonass                                         | | Bluetooth 4.2, Wi-Fi b/g/n, NFC, MST, GPS/Glonass                                                   |
| Sensores          | Accelerometer, Gyro, Barometer, HRM, Ambient light, Speedometer                                     | Accelerometer, Gyro, Barometer, HRM, Ambient light, Speedometer                                     | Accelerometer, Gyro, Barometer, HRM, Ambient light, Speedometer                                     |
| Batería           | 380 mAh Li-Ion battery                                                                              | 380 mAh Li-Ion battery                                                                              | 380 mAh Li-Ion battery                                                                              |
| Carga             | Wireless charging (WPC Inductive)                                                                   | Wireless charging (WPC Inductive)                                                                   | Wireless charging (WPC Inductive)                                                                   |